# Étienne Jung (haut fonctionnaire)
Pour les articles homonymes, voir Étienne Jung et Jung.
Étienne Jung, né le 14 février 1908 à Petite-Rosselle, en Moselle, et mort le 14 septembre 1996 à Strasbourg, est un haut fonctionnaire français. Après une carrière dans l'administration préfectorale, a été pendant vingt ans président du Directoire de l’Église de la Confession d'Augsbourg d'Alsace et de Lorraine (1954/1974).

## Biographie
Étienne Jung est le fils de Louis Jung, ingénieur aux Établissements de Wendel et d'Hélène Piepenbring. Après des études secondaires au lycée de Haguenau, il a poursuivi son cursus universitaire en sciences et en droit à l'Université de Strasbourg et obtient sa licence en droit en 1930. Entré dans l'administration, il devient en 1931 chef adjoint du cabinet du préfet du Bas-Rhin, puis en 1935 sous-préfet de Boulay (Moselle).
Le 25 juin 1940, il est nommé secrétaire général de la préfecture du Gers à Auch, puis délégué en février 1941 dans la même fonction à la  préfecture de la Moselle repliée à Montauban. En octobre 1941 il est chargé de la direction des services d'Alsace et de Lorraine à Vichy et un an plus tard cumule cette fonction avec celle de chef-adjoint du cabinet du Garde des Sceaux. Il s'emploie à faciliter la vie des réfugiés alsaciens et lorrains installés en zone libre. Lors de l'arrestation du préfet de la Moselle par la Gestapo, il assure la direction de cette préfecture et organise sa réinstallation à Metz à la Libération. Il a alors occupé effectivement son poste de secrétaire général de la préfecture de la Moselle, jusqu'en juin 1954, participant à l’œuvre de réconciliation et de reconstruction.
Le 1er juin 1954, il est nommé par le Gouvernement président du Directoire et du consistoire supérieur de l’Église de la Confession d'Augsbourg d'Alsace et de Lorraine et quitte définitivement l'administration préfectorale. Ses qualités de juriste et d'administrateur,son expérience de l'occupation puis de la libération et ses liens familiaux avec l’Église réformée d'Alsace et de Lorraine (son grand-père maternel le pasteur Charles Piepenbring avait été le fondateur de l'ERAL et son premier président), vont lui permettre d'animer son Église avec efficacité et humanité et de la conduire à se rapprocher de l’Église réformée. Étienne Jung est à l'origine des premières séances du Directoire avec le conseil synodal et de la création de nombreux services et commissions communs aux deux Églises protestantes.
Soucieux d’œcuménisme, il fait entrer l'ECAAL dans les instances mondiales du luthéranisme, participe à la fondation de la Conférence des Églises riveraines du Rhin, œuvre activement pour l'implantation à Strasbourg, en 1965, du Centre d'études œcuméniques et multiplie les voyages à travers le monde, spécialement dans les champs de mission.
En Alsace Étienne Jung soutient activement la création du centre de rencontres du Liebfrauenberg, dont il fut président de 1955 à 1974. Une vaste tentative de réforme globale des structures de l’Église de la Confession d'Augsbourg d'Alsace et de Lorraine menée en 1970-1971 sous son égide, qui aurait nécessité le vote d'une loi par le parlement, a finalement échoué en raison des oppositions internes et des réticences des pouvoirs publics.
Étienne Jung a été élu et réélu à la vice-présidence de la Fédération protestante de France et comme membre de la commission exécutive de la Fédération luthérienne mondiale.
À sa demande, le 1er octobre 1974, il était admis à la retraite et était remplacé par le pasteur André Appel.
Il a épousé le 13 octobre 1934, à Strasbourg, Anne-Marie Salomon, le couple a six enfants.
Étienne Jung meurt à Strasbourg le 14 septembre 1996.

## Distinctions
- officier de la Légion d'honneur,
- Officier des Palmes académiques
- Officier du  Mérite agricole
- Titulaire de la Médaille de la reconnaissance française.